# Ramsbottomia
Ramsbottomia es un género de hongos de la familia Pyronemataceae.